# Kysset (film)
 For alternative betydninger, se Kysset. (Se også artikler, som begynder med Kysset)
Kysset er en dansk spillefilm fra 2023, instrueret af Bille August. Filmen er løst baseret på Stefan Zweigs roman »Utålmodige hjerter« fra 1939.

## Handling
Anton Abildgaard er en nobel og pligtopfyldende ung mand, hvis højeste prioritet er at afslutte sin officersuddannelse i kavaleriet med størst mulig ære. Mens han er i gang med en øvelse, ser han, at baron von Løvenskjolds bil sidder fast i noget mudder. Han beordrer sin deling til at hjælpe bilen ud af mudderet. Som følge heraf bliver han inviteret til bal på von Løvenskjolds slot. Her møder han baronens smukke datter Edith, som på grund af en rideulykke sidder i kørestol. Hun er ulykkelig, men da Anton behandler hende som om hun var en almindelig kvinde, blomstrer hun op - til hendes fars store lykke - og hun forelsker sig brændende i ham.
Anton har medlidenhed med Edith, og jo mere tid han bruger sammen med hende, jo mere kommer han til at holde af hende. Han har dog svært ved at finde ud af, om hans følelser skyldes medlidenhed eller ægte kærlighed. I sit forsøg på at gøre det rigtige graver han sig stadig dybere ned i løfter, løgne og skyldfølelse over for Edith og Løvenskjold-familien.

## Medvirkende
- Esben Smed (som Anton)
- Clara Rosager (som Edith)
- Lars Mikkelsen (som baron von Løvenskjold)
- David Dencik (som doktor Faber)
- Rosalinde Mynster (som Ediths kusine Anna)